# Nordhav-Stiftung

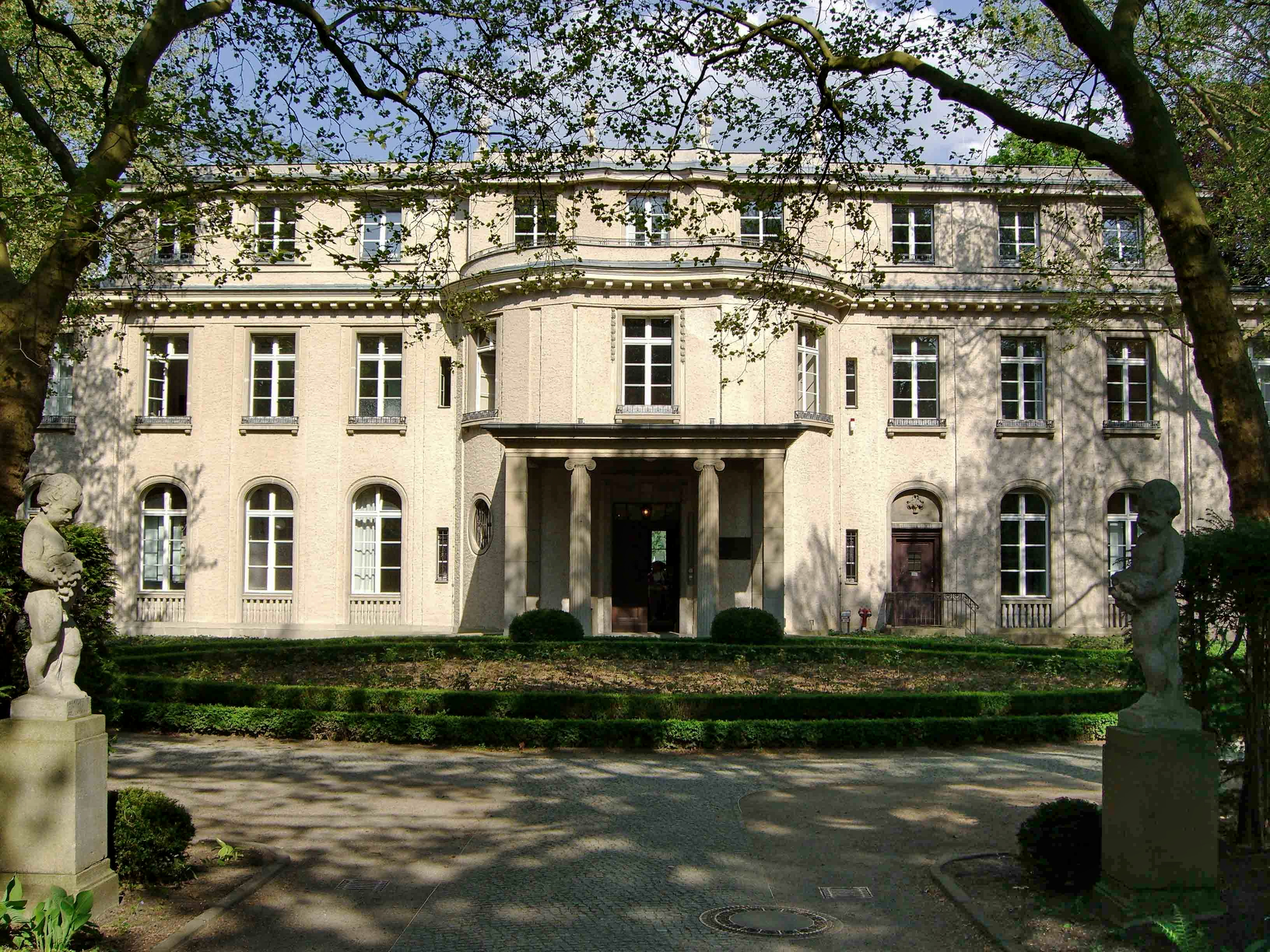
Nordhav-Stiftung förvärvade 1940 Villa Wannsee.

Nordhav-Stiftung var en tysk stiftelse som grundades av Reinhard Heydrich år 1939 för att förvalta SS:s fastighetsbestånd. I november 1940 förvärvade Nordhav Villa Wannsee vid Am Großen Wannsee 56–58. Den 20 januari 1942 hölls Wannseekonferensen i denna byggnad.